# Baillargues
Baillargues – miejscowość i gmina we Francji, w regionie Oksytania, w departamencie Hérault.
Według danych na rok 1990 gminę zamieszkiwało 4375 osób, a gęstość zaludnienia wynosiła 570 osób/km² (wśród 1545 gmin Langwedocji-Roussillon Baillargues plasuje się na 78. miejscu pod względem liczby ludności, natomiast pod względem powierzchni na miejscu 875.).